# Каштеланець
Каштеланець (хорв. Kaštelanec) — населений пункт у Хорватії, у Вараждинській жупанії у складі громади Ялжабет.

## Населення
Населення за даними перепису 2011 року становило 411 осіб.
Динаміка чисельності населення поселення:

## Клімат
Середня річна температура становить 10,36 °C, середня максимальна – 24,77 °C, а середня мінімальна – -6,10 °C. Середня річна кількість опадів – 834 мм.
| Клімат поселення                              | Клімат поселення | Клімат поселення | Клімат поселення | Клімат поселення | Клімат поселення | Клімат поселення | Клімат поселення | Клімат поселення | Клімат поселення | Клімат поселення | Клімат поселення | Клімат поселення | Клімат поселення |
| Показник                                      | Січ.             | Лют.             | Бер.             | Квіт.            | Трав.            | Черв.            | Лип.             | Серп.            | Вер.             | Жовт.            | Лист.            | Груд.            |                  |
| Середній максимум, °C                         | 5,58             | 7,42             | 12,00            | 16,44            | 21,90            | 24,77            | 23,76            | 23,20            | 19,22            | 14,26            | 8,58             | 4,78             |                  |
| Середня температура, °C                       | −0,26            | 1,58             | 6,17             | 10,59            | 16,04            | 18,92            | 20,00            | 19,46            | 15,48            | 10,52            | 4,82             | 1,01             |                  |
| Середній мінімум, °C                          | −6,1             | −4,26            | 0,32             | 4,74             | 10,20            | 13,07            | 16,26            | 15,71            | 11,72            | 6,77             | 1,07             | −2,74            |                  |
| Норма опадів, мм                              | 41               | 43               | 53               | 66               | 72               | 96               | 85               | 88               | 82               | 77               | 75               | 56               |                  |
| Середньомісячна швидкість вітру, м/с          | 2.00             | 2.28             | 2.60             | 2.60             | 2.40             | 2.17             | 2.10             | 1.90             | 1.90             | 1.92             | 2.10             | 2.10             |                  |
| Середньомісячна сонячна радіація, кДж/м²·день | 4063             | 6761             | 10551            | 14901            | 19040            | 20901            | 21520            | 18909            | 13905            | 8666             | 4529             | 3283             |                  |
| --------------------------------------------- | ---------------- | ---------------- | ---------------- | ---------------- | ---------------- | ---------------- | ---------------- | ---------------- | ---------------- | ---------------- | ---------------- | ---------------- | ---------------- |
| Джерело:                                      |                  |                  |                  |                  |                  |                  |                  |                  |                  |                  |                  |                  |                  |